# 思想地図
『思想地図』（しそうちず）は、日本で刊行された思想誌。第1期（2008年から2010年まで）はNHK出版から、第2期『思想地図β』（しそうちずベータ、2010年から）は株式会社ゲンロンから刊行されている。

## 概要
第1期は東浩紀と北田暁大が編集を務め、2008年4月に創刊されNHK出版から刊行された。第2期を出版するために合同会社コンテクチュアズを設立し、2010年12月に『思想地図β』（不定期刊）として新創刊され、2012年4月1日からは株式会社ゲンロンに社名を変更して刊行している。

## 刊行リスト（第1期）
すべて、NHK出版よりNHKブックス別巻として刊行。
- Vol.1 - 「特集・日本」2008年4月（執筆者は東浩紀、北田暁大、萱野稔人、白井聡、伊藤剛、川瀬貴也、黒宮一太、呉咏梅、白田秀彰、芹沢一也、高原基彰、中島岳志、韓東賢、福嶋亮大、増田聡、萱野稔人、黒瀬陽平）
- Vol.2 - 「特集・ジェネレーション」 2008年12月 - ISBN 978-4140093412
- Vol.3 - 「特集・アーキテクチャ」 2009年5月 - ISBN 978-4140093443
- Vol.4 - 「特集・想像力」 2009年11月 - ISBN 978-4140093474 （編集協力：宇野常寛）
- Vol.5 - 「特集・社会の批評」 2010年3月 - ISBN 978-4140093481

## 刊行リスト（第2期）

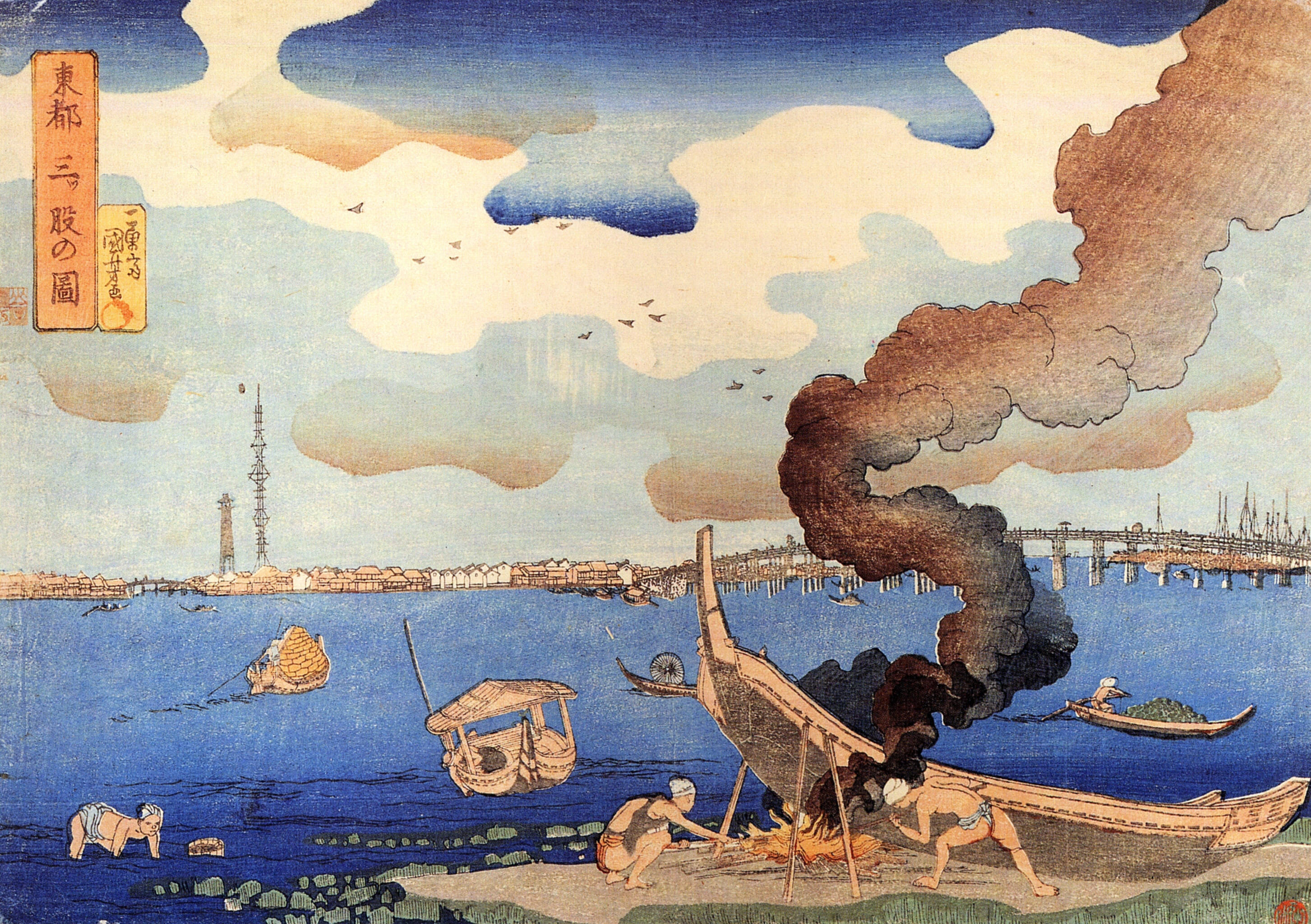
歌川国芳作『東都三ツ股の図』（「思想地図βVol.3」の表紙に使われている。）

Vol.1、2は合同会社コンテクチュアズ、Vol.3以降は株式会社ゲンロンから刊行。
- Vol.1 - 「特集・ショッピング／パターン」 2010年12月 - ISBN 978-4990524302
- Vol.2 - 「特集・震災以後」 2011年9月 - ISBN 978-4990524319
- Vol.3 - 「特集・日本2.0」 2012年7月 - ISBN 978-4990524357
- Vol.4-1 - 「チェルノブイリ・ダーク・ツーリズムガイド」 2013年7月 - ISBN 978-4907188016
- Vol.4-2 - 「特集・福島第一原発観光地化計画」 2013年11月 - ISBN 978-4907188023

『思想地図β』としての刊行はVol.4の2冊をもって終了し、今後は新・批評誌『ゲンロン』（2015年10月から刊行予定）が継承する。。

## 関連シンポジウム
- 国家・暴力・ナショナリズム 『思想地図』創刊記念シンポジウム - 2008年1月22日、東京工業大学
- アーキテクチャと思考の場所 - 2009年1月28日、東京工業大学